# 台鋼科技大學
台鋼科技大學（簡稱台鋼科大，舊稱高苑科技大學）是位於臺灣高雄市路竹區南部科學園區高雄園區旁的私立科技大學。1986年籌設、1989年創校，2005年升格為現制。目前計有工程學院、商業暨管理學院等兩個學院、兩個研究所、七個科系。
2022年被教育部公告為專案輔導學校，2023年5月底專案改善期即將截止前獲得台灣鋼鐵集團資助，2024年2月1日起改現名。

## 校史

高苑科大時期校徽

- 1986年，承租台糖土地籌設「私立高苑工業專科學校」，由余陳月瑛擔任創辦人、余玲雅擔任董事長。[3]
- 1989年，「私立高苑工業專科學校」設立。
- 1991年，更名為「私立高苑工商專科學校」。
- 1995年，成立進修專校。
- 1998年，奉教育部核定改制為「高苑技術學院」，大學部二年制技術系開始招生，並附設專科部及進修專校。原夜間部隨著學校改制而更名為進修部。
- 1999年，四年制技術系正式招生。
- 2000年，成立進修學院。
- 2002年，增設經營管理研究所，資訊管理與傳播系分拆為資訊管理系及資訊傳播系。
- 2003年，化學工程系更名為生化工程系。
- 2004年，增設高分子環保材料研究所；建築工程系更名為建築系、國際貿易系更名為財務金融系。
- 2005年8月，改名為「高苑科技大學」，設工程學院、機電學院和商業暨管理學院。
- 2006年，增設電子工程研究所、電機工程研究所、機械與自動化工程研究所、路工技術研究所及建築研究所。自動化工程系更名為機械與自動化工程系。

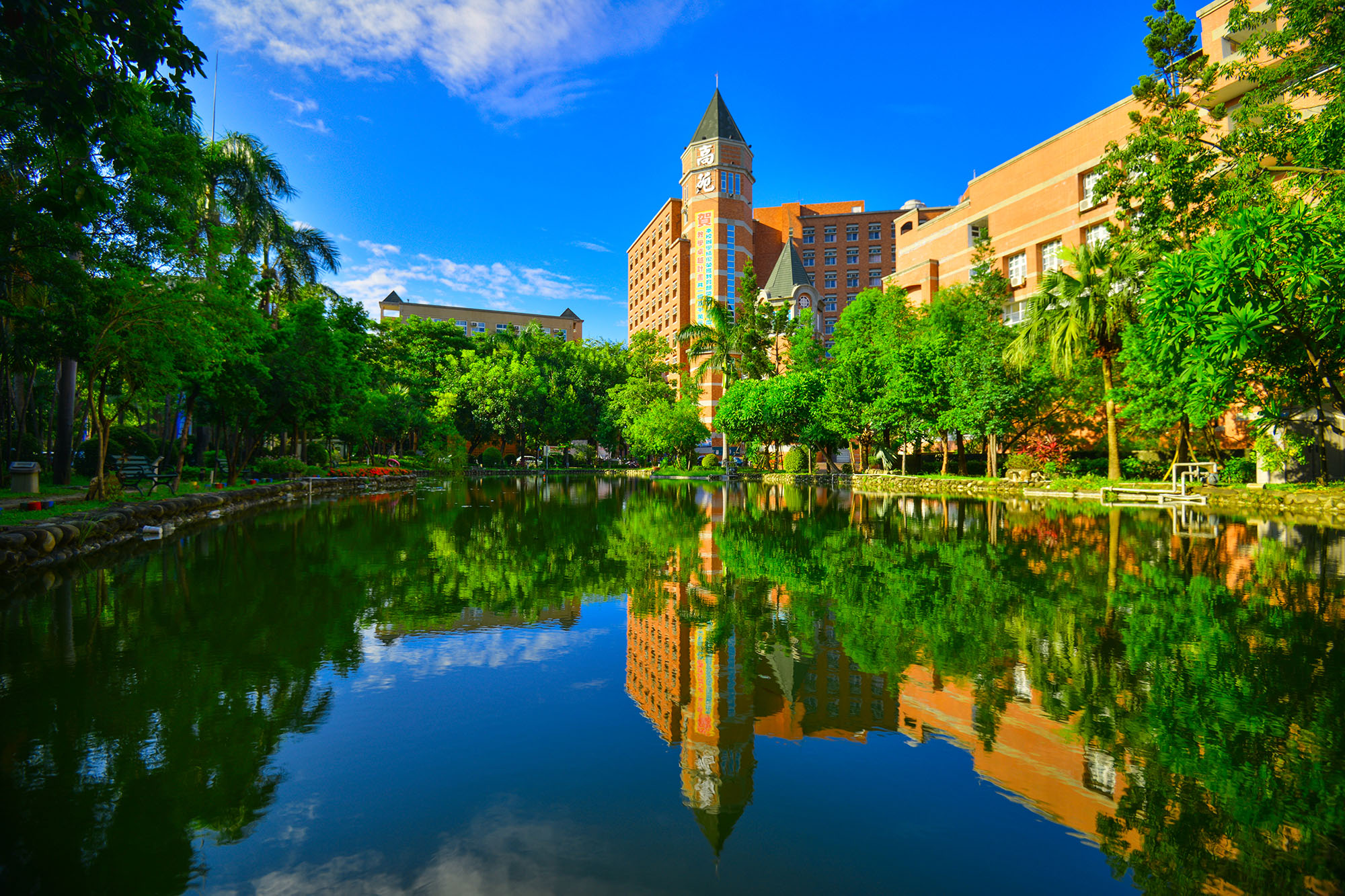
高苑湖

- 2007年，路工技術研究所更名為土木工程研究所、高分子環保材料研究所更名為化工與生化工程研究所、生化工程系更名為化工與生化工程系、財務金融系更名為國際商務系。
- 2008年，成立資訊學院。增設資訊科技應用研究所、資訊科技系、行銷與流通管理系、光電科學與工程系。
- 2009年，增設休閒運動管理系。
- 2010年，增設綠色能源科技系、學士後影視傳播設計學士學位學程；化工與生化工程系新設材料技術組與應用生物技術組。
- 2011年，增設扣件產業技術整合碩士學位學程、香妝與養生保健學位學程、綠環境設計學位學程、文化創意設計與數位整合學位學程、觀光與遊憩事業經營學位學程。建築系建築科技組改名建築系建築設計組；學士後影視傳播設計學士學位學程改名學士後資訊傳播設計學士學位學程。
- 2012年，增設化妝品應用與管理系、多媒體動畫遊戲學位學程、空間資訊應用學位學程、銀髮族事業管理學位學程、觀光與遊憩事業經營學位學程。行銷與流通管理系增設流通管理組與創意行銷組之分組。停招光電科學與工程系、化工與生化工程系材料技術組、化工與生化工程系應用生物技術組、學士後資訊傳播設計學士學位學程。

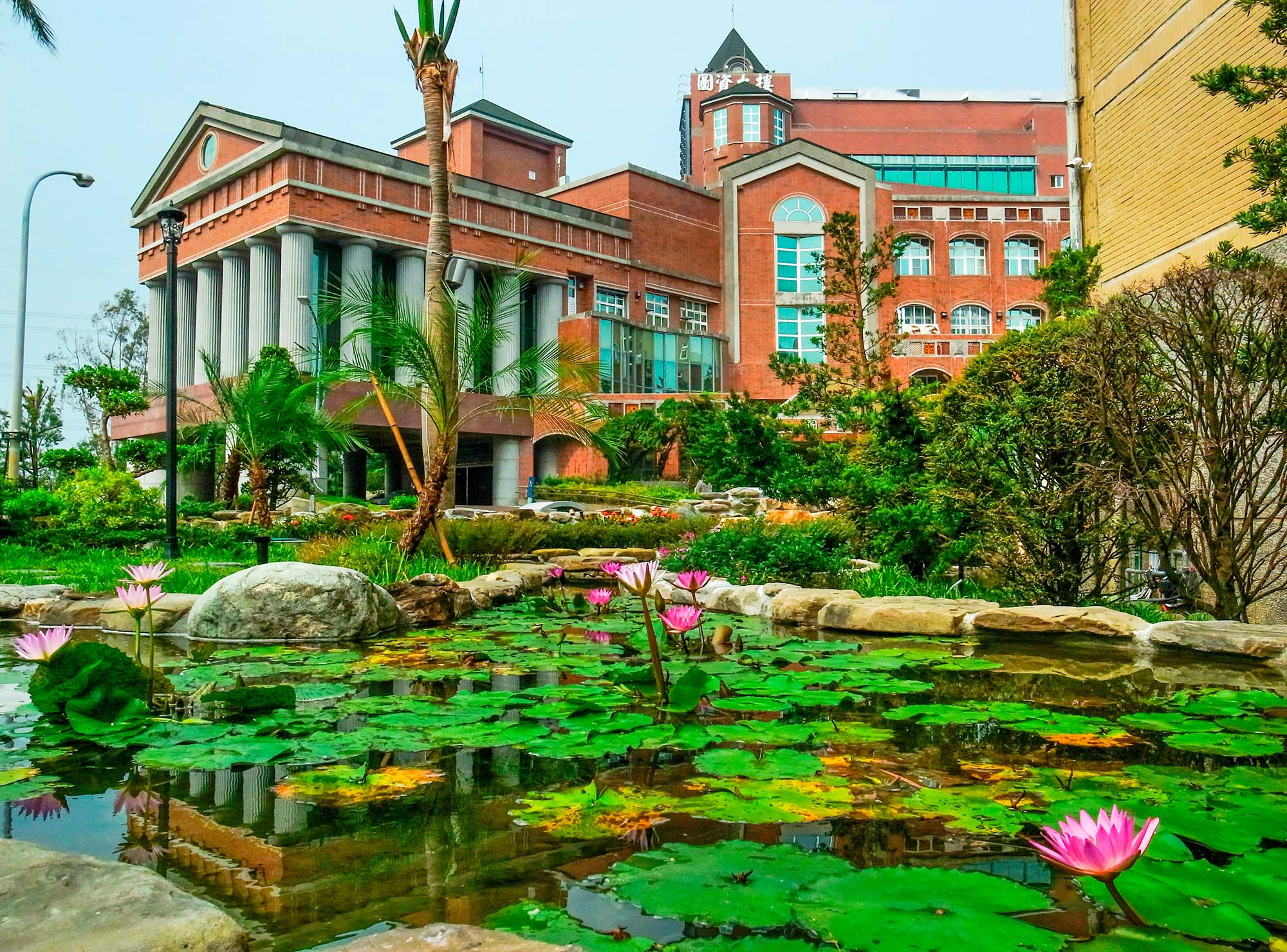
典範園區

- 2013年，空間資訊應用學位學程改名行動多媒體設計學位學程。資訊科技與資訊科技應用研究所系所合一，改名資訊科技應用系暨碩士班。工程學院改名規劃與設計學院。
- 2014年，資訊傳播系分設影視傳播設計組、數位媒體設計組之分組。機械與自動化工程系增設電腦輔助設計組。經營管理研究所併入企業管理系為經管理碩士班。
- 2015年，觀光與遊憩事業經營學士學位學程改名觀光事業管理系，停招國際商務系。
- 2016年，扣件產業技術整合學位學程與機械與自動化工程系整併為機械與自動化工程系暨扣件產業技術碩士班（碩士在職專班）。綠色能源科技系改名綠色能源應用系、銀髮族事業管理學位學程改名銀髮事業暨社會工作學士學位學程。化妝品應用與管理系改名化妝品應用系；化工與生化工程研究所與化妝品應用與管理系整併為化妝品應用系暨碩士班。
- 2019年，香妝與養生保健系與香妝與養生保健系碩士班（改名暨整併）、電競與動畫遊戲學士學位學程更名為多媒體動畫學位學程。
- 2020年，機械與自動化機電科技系碩士班暨碩士在職專班（改名暨整併）、企業管理系更名為數位經營管理系、行銷與流通管理系與資訊傳播系改名暨整併為資訊傳播與行銷系。
- 2021年，智慧科技應用系增設（四技日間部、四技進修部）。
- 2022年9月，教育部召開第二次私立高級中等以上學校退場審議會，依〈私校退場條例〉規定首度公開專案輔導學校名單，包括高苑科技大學，改善期至2023年5月31日，若未改善將於同年8月起停招、後年停辦；同年底第11屆學校董事會全體董事均已辭職。
- 2023年2月，臺灣橋頭地方法院裁定包括教育部及高苑科大校方教師代表各居半數的公益董事籌組第12屆董事會，同時選出董事長與代理校長。[4]5月29日，在即將被勒令停招前夕獲得台灣鋼鐵集團資助新台幣2.8億元，行政部門已著手發放積欠薪資；隔日台鋼雄鷹隊也證實未來將利用高苑科大棒球場建立設備齊全的訓練基地[5]。同年7月向教育部申請更名為「台鋼科技大學」。
- 2024年2月1日，更名為「台鋼科技大學」。2月21日，正式更名揭牌為「台鋼科技大學」，原校園棒球場與體育館將改建為台鋼雄鷹與臺南台鋼獵鷹的訓練基地，預計於2024年底完工啟用[6]。

## 歷任校長
1. 廖峯正：1989年—2010年
2. 曾燦燈：2012年—2016年
  1. 張學斌：2016年9月9日—2017年2月（機電學院院長兼任）
3. 趙必孝：2017年3月1日—2022年8月9日（教育部核准董事會解任）
  1. 張延廷：董事會違反私校法聘任，教育部未核准
  2. 徐金全：2022年8月23日—2022年10月19日（教育部核定教務長兼任）
  3. 李義昭：2022年10月19日—2022年底（教育部原則同意）
  4. 張宏宇：2023年2月23日—2023年8月7日（公益董事選出代理校長）
4. 陳天惠：2023年8月8日—現任（原遠東科大餐旅學院院長）

## 歷任董事長
1. 余玲雅：1988年10月22日—1991年10月21日
2. 余玲雅：1992年2月26日—1995年2月27日
3. 余陳月瑛：1995年2月26日—1998年2月27日
4. 余陳月瑛：1998年2月26日—2001年2月27日
5. 余玲雅：2001年2月26日—2004年2月27日
6. 余陳月瑛：2004年2月26日—2007年2月27日
7. 余政道：2007年2月26日—2009年3月[7]
8. 劉文村：2009年3月—2009年12月
9. 陳怡蓁：2010年2月27日—2013年2月26日
10. 梁興南：2013年2月27日—2022年2月26日
11. 陳光進：2022年2月27日—2022年底（年底第11屆董事會解散）
12. 葉怡君：2023年2月23日—2023年6月（公益董事長，教師代表）
13. 林輝政：2023年6月—現任（台鋼集團代表）

## 圖片集

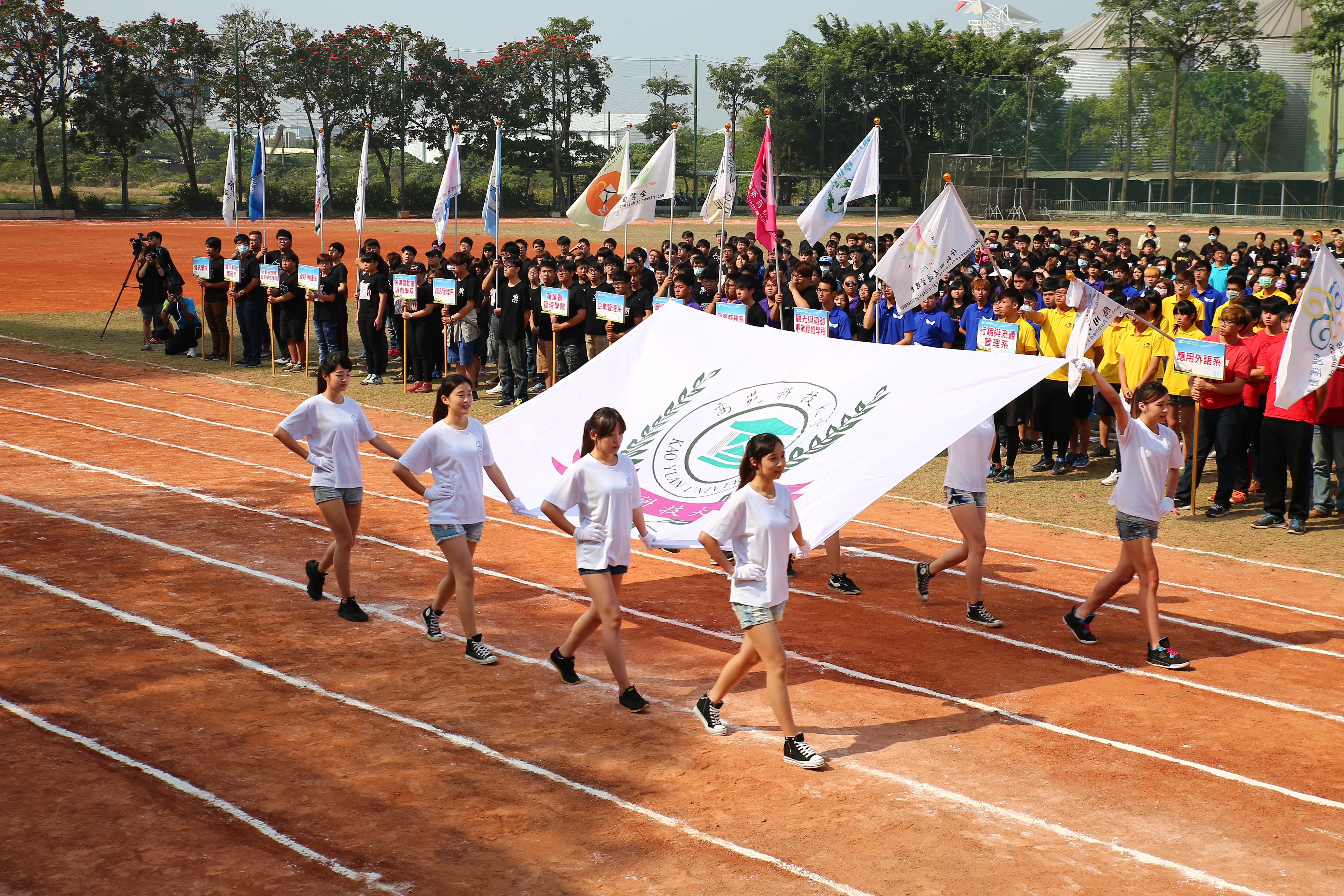
校園運動會
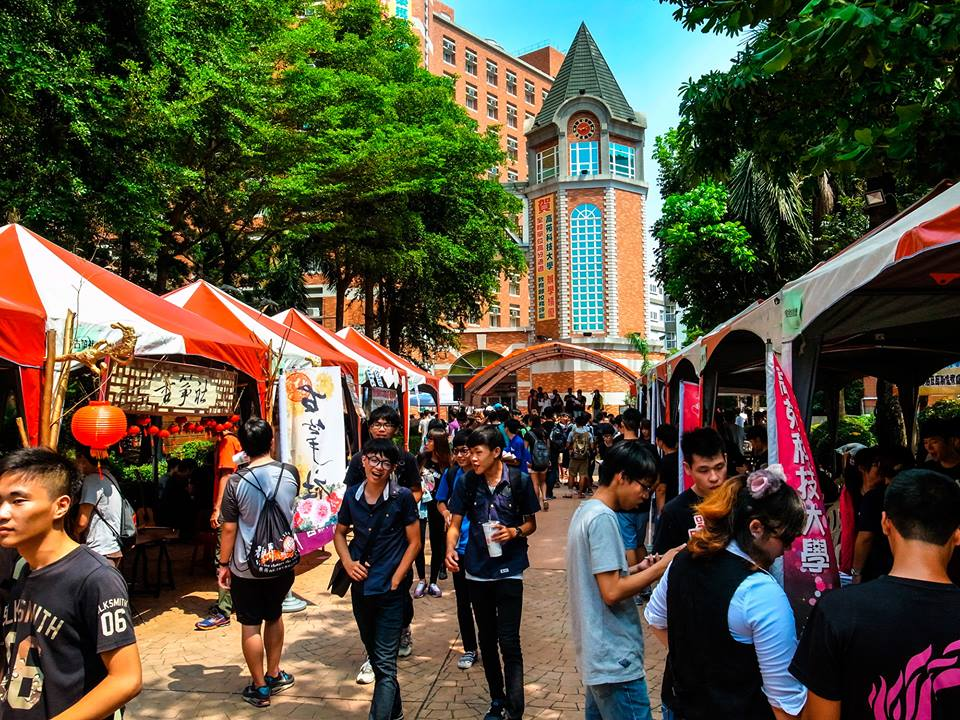
社團招募會員園遊會
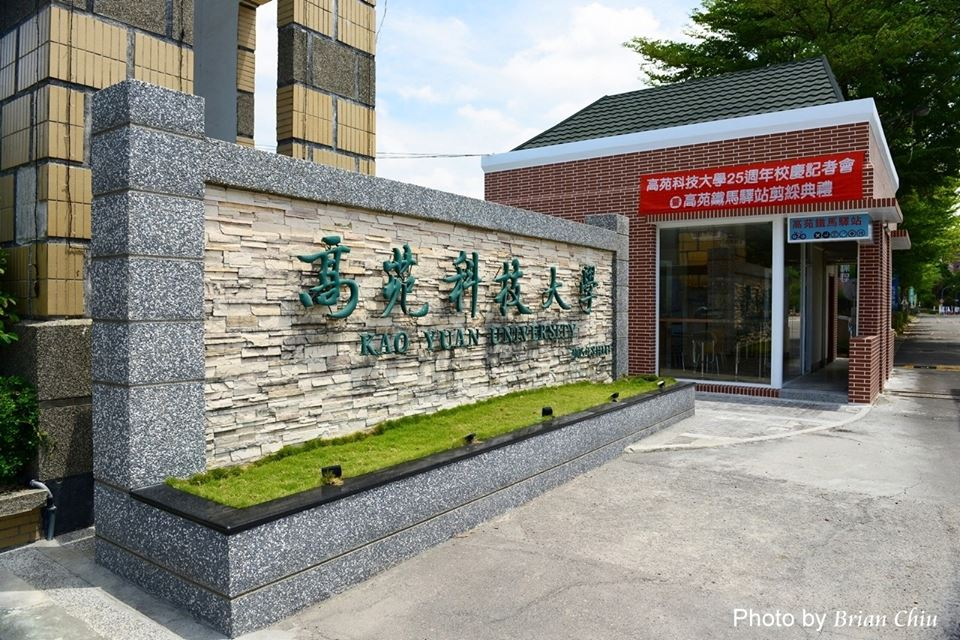
高苑鐵馬驛站
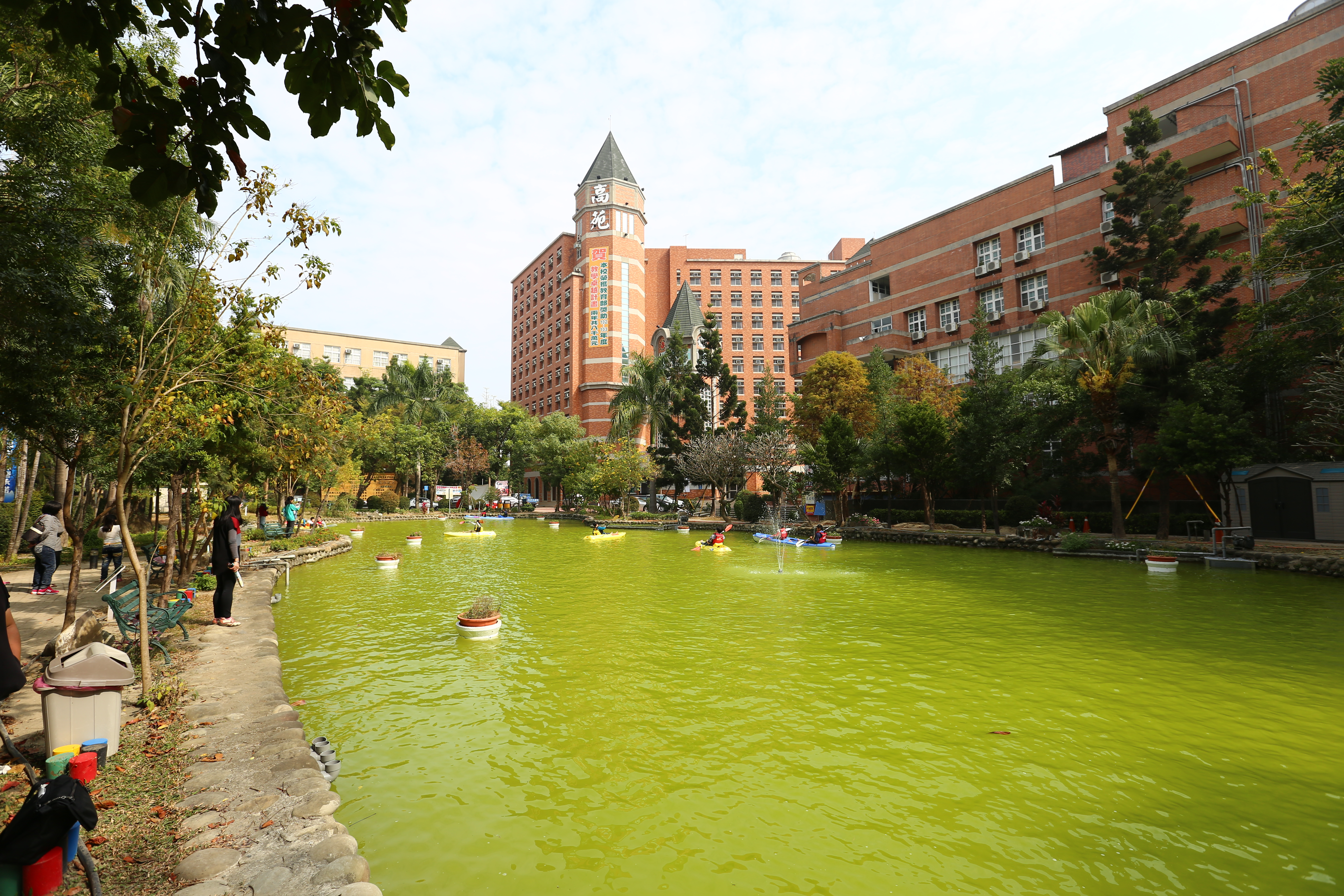
高苑湖水域運動

## 教學單位
| 商業暨管理學院 | 數位經營管理系暨碩士班、碩士在職專班 | 應用外語系                 |
| 商業暨管理學院 | 休閒運動管理系                       | 觀光事業管理系             |
| 商業暨管理學院 | 資訊傳播與行銷系                     | 電競與動畫遊戲學士學位學程 |

| 工程學院 | 電機工程系暨碩士班               | 機械與自動化工程系暨機電科技碩士班、碩士在職專班 |
| 工程學院 | 智慧科技應用系                   | 電機工程系                                       |
| 工程學院 | 土木工程系暨碩士班、碩士在職專班 | 建築系暨碩士班                                   |

| 通識教育中心 |
| ------------ |

## 研究中心
| 研究中心 | 工程系統整合研究中心 |

## 國際合作姊妹校
| 亞洲 - 中华人民共和国 - 石油大學 - 湛江師範學院 - 上海濟光職業技術學院 - 浙江工貿職業技術學院 - 天福茶職業技術學院 - 德州職業技術學院 - 清遠職業技術學院 - 山東科技大學 - 廣州科技職業技術學院 - 聊城大學 - 青島理工大學 - 中國民航大學 - 日本 - 日本工業大學 - 東洋大學 - 長崎大學 - 日本中國學園大學 - 中國短期大學 - 東京農業大學 - - 嘉泉大學 - 泰國 - 倍加布利拉加哈大學 - 泰國皇家理工大學 | - 越南 - 胡志明市文化大學 - 胡志明市私立科技大學 - 胡志明市阮友景技業中等職業學校 - 同奈省駱鴻大學 - 河內國家大學 - 交通運輸大學 - 農林大學 - 河內工業高等學校 - 胡志明市技術工業管理學院 - 胡志明市機械冶金技術學院 - 昇龍大學 - 河內工業大學 - 河內經營與工藝大學 - 東方大學 - 胡志明市工藝教育大學 - 芹宜大學 - 城西大學 - 南定工業高等學校 - 马来西亚 - 馬來西亞沙巴大學 | 歐洲 - 英国 - 桑德蘭大學 - 波蘭 - 比亞里斯托克大學 - 捷克 - 瑞德克羅拉夫大學 - 俄羅斯 - 博愛大學 大洋洲 - - 旋濱大學 - 陽光海岸大學 - 格里菲斯大學 - 新西兰 - 東部理工學院 | 美洲 - 美国 - 塞倫國際大學 - 夏威夷太平洋大學 - 費爾蒙州立學院 - 航空匹茲堡研究院 - 加州矽谷大學 - 培德大學 - 孟菲斯大學 - 派克峰社區學院 - 西北理工大學 - 北科羅拉多大學 - ASA大學 - 韋伯州立大學 - 加拿大 - 南亞伯達理工學院 |

## 台鋼科大棒球隊
- 高苑科技大學於2008年8月成立棒球隊，簡稱「高苑科大棒球隊」，於2024年2月球隊更名為「台鋼科大棒球隊」。

- 畢業的現役職棒球員，包括中信兄弟吳哲源、統一7-ELEVEn獅黃竣彥，及台鋼雄鷹藍寅倫、巴奇達魯·妮卡兒。

## 台鋼科大籃球隊
- 台鋼科技大學於2024年3月成立籃球隊，簡稱「台鋼科大籃球隊」。

## 参閲
- 臺灣大專院校退場
- 發展典範科技大學計畫
- 獎勵大學教學卓越計畫
- 台鋼科技大學站

## 歷年日間部師生比及新生註冊率
- 112學年度日間部學生人數722，專任老師人數112，日間部師生比6.45（學生數/老師數）。

- 112學年度新生註冊率15.70%。
- 113學年度新生註冊率63.40%。

## 外部連結
- 台鋼科技大學 （页面存档备份，存于）
- 台鋼科技大學的Facebook專頁